# Большие Пищевицы
Большие Пищевицы — деревня в Карамышевской волости Псковского района Псковской области России.
Расположена в 14 км к югу от села Карамышево и в 51 км к востоку от центра города Пскова.

## История
До 1 января 2010 года деревня входила в состав ныне упразднённой Осиновичской волости.

## Население
| 2001 | 2002 | 2010 |
| ---- | ---- | ---- |
| 12   | ↗14  | ↘11  |